# Ina Kaldani
Ina Kaldani (7 de agosto de 1997) es una deportista georgiana que compite en judo adaptado. Ganó dos medallas en los Juegos Paralímpicos de Verano, plata en Tokio 2020 y bronce en París 2024.

## Palmarés internacional
| Juegos Paralímpicos | Juegos Paralímpicos | Juegos Paralímpicos | Juegos Paralímpicos |
| Año                 | Lugar               | Medalla             | Categoría           |
| ------------------- | ------------------- | ------------------- | ------------------- |
| 2020                | Tokio (Japón)       | Medalla de plata    | –70 kg              |
| 2024                | París (Francia)     | Medalla de bronce   | –70 kg J2           |